# Хирлешть
Хирлешть, Хирлешті (рум. Hârlești) — село у повіті Бакеу в Румунії. Входить до складу комуни Філіпешть.
Село розташоване на відстані 271 км на північ від Бухареста, 27 км на північ від Бакеу, 64 км на південний захід від Ясс.

## Населення
За даними перепису населення 2002 року у селі проживали 719 осіб, усі — румуни. Усі жителі села рідною мовою назвали румунську.